# El reino olvidado (canción)
El Reino Olvidado es una de las canciones más famosas de la banda argentina de heavy metal Rata Blanca, que a pesar de haber sido lanzada algunos años atrás ya cuenta con bastante popularidad y suena en todos los conciertos de la banda. De dicha agrupación, es una de las más vistas en YouTube, con una duración que está cerca de los 6 minutos.

## Música
La canción comienza con un riff de Walter Giardino que perdura durante el mayor tiempo del tema y luego de algunos segundos se unen los demás instrumentos.
La primera parte del solo de guitarra no suena junto al bajo y esto puede percibirse claramente. Está acompañado solo por la batería y al cabo del tiempo se puede notar el regreso de los tonos graves en la canción; luego de esto viene un solo de teclado y otra vez el estribillo cantado por Adrián Barilari.

## Letra
La letra es apocalíptica, se referiría a las guerras y el caos que azota al mundo actualmente, pero un "Reino Olvidado" que tienen las personas dentro suyo, los impulsará a seguir adelante y mantenerlos unidos.
La canción tiene su versión en inglés titulada "The Forgotten Kingdom" contenida en el álbum bajo el mismo nombre, esta vez grabado por Doogie White, excantante de Rainbow.

## Miembros
- Adrián Barilari (11/11/1959-) - Voz
- Walter Giardino (6/3/1960-) - Guitarra líder
- Fernando Scarcella (6/9/1975-) - Batería
- Guillermo Sánchez (22/12/1964 - 27/5/2017) - Bajo
- Hugo Bistolfi (21/12/1964-) - Teclados